# Ойсилкара
Ойсилка́ра (каз. Ойсылқара) — село у складі Хромтауського району Актюбінської області Казахстану. Входить до складу Кудуксайського сільського округу.
Населення — 64 особи (2021; 109 у 2009, 519 у 1999, 754 у 1989).